# Murat Şahin
Murat Şahin, (ur. 4 lutego 1976 w Stambule) – turecki piłkarz występujący na pozycji bramkarza. Od 2009 gra w Kasımpaşie.